# Vallfogona de Balaguer
Vallfogona de Balaguer ist eine katalanische Gemeinde (municipio) mit 2.000 Einwohnern (Stand: 2024) in der Provinz Lleida im Nordosten Spaniens. Sie liegt in der Comarca Noguera. Die Gemeinde besteht neben dem Hauptort Vallfogona de Balaguer aus den Ortschaften L’Hostal Nou i la Codosa und La Ràpita.

## Geographische Lage
Vallfogona de Balaguer liegt etwa 22 Kilometer nordöstlich von Lleida und östlich des Flusses Segre in einer Höhe von ca. 235 m. 

## Bevölkerungsentwicklung
| Jahr      | 1970 | 1981 | 1991 | 2001 | 2011 | 2021 |
| Einwohner | 1429 | 1299 | 1404 | 1512 | 1847 | 1912 |

## Sehenswürdigkeiten
- Burg von La Rapità
- Michaeliskirche
- Kirche der Heiligen Familie in La Rapità

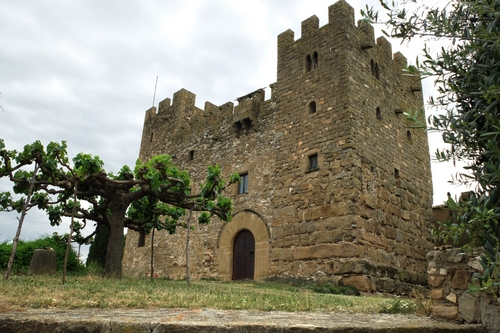
Burg von La Rapità
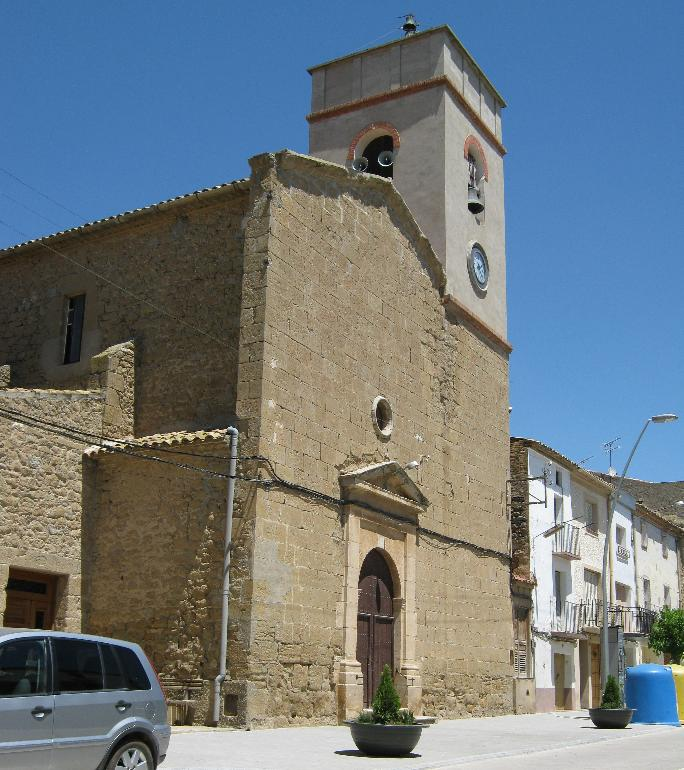
Michaeliskirche
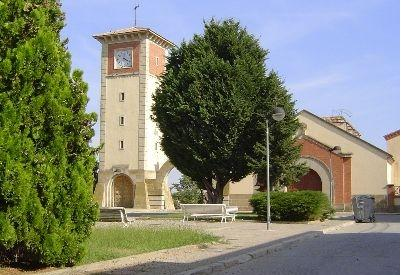
Kirche der Heiligen Familie in La Rapità